# Дзонь Валентин Михайлович
Валентин Михайлович Дзонь; голова Луганської обласної громадської організації «Регіон»; голова правління Північнодонбаського регіонального відділення УСПП (з січня 2002); заступник голови Єдиного центру (з липня 2008).
Народився 19 листопада 1956 (ст. Новоіванівка, Новопокровський район, Краснодарський край); росіянин; батько Михайло Михайлович — пенсіонер; дружина Борзило Валентина Іванівна — домогосподарка; син Олександр — студент; дочка Ганна — школярка.
Освіта: Таганрозький радіотехнічний інститут (1974–1979), «Конструювання та виробництво радіоапаратури».
Березень 2006 — кандидат в народні депутати України від Блоку НДП, № 7 в списку. На час виборів: народний депутат України, член НДП.
Народний депутат України 4-го скликання з червня 2004 по квітень 2006 від блоку «За єдину Україну!», № 43 в списку. На час виборів: голова правління Північнодонбаського регіонального відділення УСПП, член ПППУ. Член фракції НДП та ПППУ (06.-12.2004), член фракції «Трудова Україна» та НДП (12.2004-02.2005), член фракції НДП та групи «Республіка» (лютий — квітень 2005), позафракційний (квітень — вересень 2005), уповноважений представник фракції НДП і партії «Трудова Україна» (вересень — жовтень 2005). Член Комітету з питань правової політики (з червня 2005).
- З серпня 1979 — інженер Сєвєродонецького дослідно-конструкторського бюро автоматики.
- З листопада 1980 — завідувач відділу, перший секретар Сєвєродонецького МК ЛКСМУ.
- З грудня 1985 — другий секретар Ворошиловградського ОК ЛКСМУ.
- З травня 1987 — інструктор відділу оргроботи, інспектор Ворошиловградського ОК КПУ.
- З серпня 1989 — другий секретар, перший секретар Сєвєродонецького МК КПУ.
- З жовтня 1991 — заступник директора МП «Енергія», м. Сєвєродонецьк.
- Серпень 1993 — травень 1998 — генеральний директор українсько-американського СП «Інтерпак», м. Сєвєродонецьк.
- Травень 1998 — жовтень 2000 — заступник голови з питань промисловості, транспорту, зв'язку Луганської облдержадміністрації.
- З жовтня 2000 — президент Луганського обласного благодійного фонду підтримки регіональних ініціатив «Благовест».
- Грудень 2002 — червень 2004 — перший заступник голови Луганської облдержадміністрації.

Радник Прем'єр-міністра України на громадських засадах (липень 2001 — листопад 2002).
Був членом президії Політради ПППУ (з лютого 2000), головою Луганської обласної організації ПППУ; членом Політвиконкому НДП.
Державний службовець 3-го рангу (березень 2003).